# Jūgatsu Toi
Jūgatsu Toi (戸井 十月 Toi Jūgatsu?, 12 de octubre de 1948 – 28 de julio de 2013) fue un escritor de viajes y productor visual japonés. Se convirtió en un escritor de viajes después de su actividad como dibujante y periodista.

## Primeros años
Toi nació el 12 de octubre de 1948. Su padre fue Shozo Toi, que fue el primer investigador del Incidente de Chichibu.

## Carrera
Informar sobre el Bōsōzoku en Japón le llevó a obtener una licencia de conductor de motocicleta a la edad de 32 años, y comenzó el motociclismo en el extranjero. Cubrió más de 250.000 kilómetros, en más de 50 países y en los cinco continentes.

## Enfermedad y muerte
Toi fue diagnosticado con cáncer de pulmón. Murió por la enfermedad el 28 de julio de 2013, en Japón, a los 64 años de edad. Su funeral tuvo lugar el 29 de julio, un día después de su muerte, con la asistencia de familiares cercanos.

## Libros

### Ficción
- Toi, Jūgatsu (1993). 越境者 [Border jumper]. Kodansha. ISBN 978-4062065566.

### No-ficción
- Toi, Jūgatsu (2005). 小野田寛郎の終わらない戦い [Hiroo Onoda's fight to the finish]. Shinchosha. ISBN 978-4-10-403104-7.
- Toi, Jūgatsu (1980). シャコタン・ブギ―暴走族女リーダーの青春 [Shakotan Boogie — girl bosozuko, youth leader]. Kadokawa Shoten.
- Toi, Jūgatsu (1985). 冒険王―路地から世界へ [Adventure king — from the streets to the world]. Kodansha. ISBN 978-4062018456.
- Toi, Jūgatsu (1987). よろしく、ベイ・シティ [Best regards, Bay City]. Kadokawa Shoten. ISBN 978-4041526040.
- Toi, Jūgatsu (1988). 走れ、コヨーテ [Run, coyote]. Kadokawa Shoten.
- Toi, Jūgatsu (1989). 陽と風の道標―北南米大陸縦断3万キロ [30,000 kilometer milepost of wind and sun - longitudinally across the North and South American continents]. Kodansha. ISBN 978-4062041621.
- Toi, Jūgatsu (1989). 荒野から―男をみがく冒険旅行のすすめ [From the wilderness — The science of adventure travel to polish the man]. Scholastic. ISBN 978-4796200066.
- Toi, Jūgatsu (1991). 鷲と蠍 [Scorpion and eagle]. Kodansha. ISBN 978-4062054232.
- Toi, Jūgatsu (1992). 止められるか、俺たちを―暴走族写真集 [You can stop us  — gang photo album] (First edición). Daisan Shokan. ISBN 978-4-8074-9201-5.
- Toi, Jūgatsu (1992). エルドラドへの道 [Road to El Dorado]. Asahi Shinbun. ISBN 978-4022564627.
- Toi, Jūgatsu (1995). 旅人に訊け [Travelers of your true desire]. Shobunusha. ISBN 978-4794962102.
- Toi, Jūgatsu (1999). 世界で一番贅沢な旅 [The world's most luxurious journey]. Shogakukan. ISBN 978-4093895712.
- Toi, Jūgatsu (2004). チェ・ゲバラの遥かな旅 [Che Guevara's Journey Far] (en japonés). Shueisha. ISBN 978-4087477535.
- Toi, Jūgatsu (2007). 植木等伝「わかっちゃいるけど、やめられない!」 [Hitoshi Ueki "I just can't stop!"]. Shogakukan. ISBN 9784093797795.
- Toi, Jūgatsu (2011). 道、果てるまで―ユーラシア横断3万キロの日々+4大陸10万キロの記憶 [Across Eurasia by road, days of 30,000 kilometers  + 4 continents and 100,000 kilometers of memories]. Shinchosha. ISBN 978-4104031061.